# NenuFAR
Ne doit pas être confondu avec la plante aquatique Nénuphar.
NenuFAR (New Extension in Nançay Upgrading LOFAR) est un radiotélescope installé sur le site de la station de radioastronomie de Nançay en Sologne. Il fonctionne dans la gamme de fréquences entre 10 MHz et 85 MHz, permettant de détecter des rayonnements électromagnétiques de longueurs d'onde comprises entre 4 m et 30 m.  
Les objectifs scientifiques principaux de NenuFAR sont la détection du signal radio dû à l'apparition des premières étoiles de l'Univers et la signature des interactions plasma entre les exoplanètes géantes et leur étoile. 
Basé sur un réseau de 1938 antennes radio, NenuFAR est un instrument permettant trois modes de fonctionnement :
- un mode imageur radio basse fréquences autonome, permettant de faire de l'imagerie rapide à grand champ et basse résolution : typiquement, à 40 MHz, dans un très grand champ de vue instantané (250 degrés carrés), il est possible par exemple de faire des images avec une résolution angulaire de 1° et une résolution temporelle de 1 seconde, ou bien avec une résolution angulaire de 9' et une résolution temporelle de quelques heures ;
- un mode beamformer, très grand réseau phasé autonome ;

- un mode super station, extension géante de l'interféromètre LOFAR aux Pays-Bas, fournissant à cet instrument de longues bases permettant de l'imagerie radio à une résolution angulaire meilleure que 1"[1].

Ces trois modes peuvent être utilisés simultanément par NenuFAR, ce qui en fait un instrument complexe mais puissant.
NenuFAR est reconnu comme Infrastructure de Recherche nationale par le Ministère de l'Enseignement Supérieur, de la Recherche et de l'Innovation (MESRI) et reconnu comme un éclaireur (en anglais, pathfinder) du projet mondial de radioastronomie basse fréquence Square Kilometer Array (SKA).

## Objectifs scientifiques

### Les âges sombres et l'aube cosmique
Entre l'émission du rayonnement de fond cosmologique à 3K, environ 400 000 ans après le Big Bang, et l'apparition des premières galaxies, quelques centaines de millions d’années plus tard, se trouvent les âges sombres de l'Univers, puis l'aube cosmique quand apparaissent les premières étoiles. La théorie prédit que l’interaction entre matière noire, hydrogène et rayonnement doit produire un signal correspondant à la raie à 21 cm (soit 1420 MHz) de l’hydrogène atomique décalée vers le rouge à des redshifts z entre 15 et 30, soit des fréquences comprises entre 50 et 100 MHz.  Ce signal est détectable de 2 manières : une  bande d’absorption large dans le spectre plein ciel vers 60-80 MHz, et un spectre de fluctuations angulaires aux mêmes fréquences. La détection du signal plein ciel a été annoncée en 2018 par l’expérience australienne EDGES , et reste à confirmer. Pour mesurer le spectre des fluctuations, avec des fluctuations d'échelle typique 10' à 1° dans le ciel, le mode imageur de NenuFAR, qui combine grande aire effective et compacité, est adapté.

### Exoplanètes, étoiles et interactions plasma
Une fraction au moins des plus de 3800 exoplanètes connues aujourd'hui est probablement magnétisée et interagit électromagnétiquement avec son étoile hôte,,. La détection du rayonnement radio correspondant apportera des informations uniques sur le champ magnétique et la structure interne des exoplanètes détectées, leur période de rotation, le couplage spin-orbite et l'inclinaison orbitale, leur type d'interaction avec l'étoile hôte (dont les éruptions peuvent elles-mêmes donner lieu à des émissions radio détectables) et les énergies en jeu. Il fournira des contraintes sur l'habitabilité des planètes concernées.  Elle ouvrira un nouveau champ thématique: l'étude comparée des magnétosphères et des plasmas exoplanétaires. NenuFAR couvrira les fréquences au-dessous de 85 MHz, particulièrement bien adaptées à cette recherche: par exemple, Jupiter produit un tel rayonnement, très intense uniquement aux fréquences inférieures à 40 MHz. 

### Pulsars
La haute sensibilité instantanée et le grand champ de vue de NenuFAR sont bien adaptés à la recherche et l'étude de pulsars aux basses fréquences. On en attend de nouvelles détections, des contraintes nouvelles sur la magnétosphère des pulsars et leur mécanisme d'émission radio (aujourd'hui mal compris), et l'étude approfondie des effets de propagation qui affectent le signal radio lors de sa traversée du milieu interstellaire (et en conséquence une possible amélioration du chronométrage du temps d'arrivée des impulsions, cruciale pour la recherche d'ondes gravitationnelles et l'étude de la gravité en champ fort). Le mode Beamformer est très bien adapté, pourvu que les données enregistrées alimentent un pipeline logiciel destiné à la détection de ces signaux particuliers. C’est ce que fait le calculateur dédié UnDySPuTeD développé par le Laboratoire de Physique et Chimie de l'Environnement et de l'Espace à Orléans (LPC2E) et la Station de Radioastronomie de Nançay. Les premières données ont déjà permis la détection de nombreux pulsars. 

### Sources transitoires
Outre les pulsars, exoplanètes et étoiles, NenuFAR conduira en mode radio-imageur un programme de recherche systématique à grand champ d'émissions radio transitoires avec une sensibilité de 0.1-1 Jansky en mode rapide et 1-10 mJy en mode lent. Les émissions attendues incluent la contrepartie radio cohérente impulsive prédite en association avec les émissions d'ondes gravitationnelles ou de sursauts gamma causés par des événements catastrophiques lointains (par exemple la coalescence d'étoiles à neutrons), les pulses géants de pulsars extragalactiques et les mystérieux Fast Radio Bursts (FRB) connus depuis 2007,,. 

### Galaxies
En mode superstation, la grande sensibilité et la haute résolution angulaire de LOFAR + NenuFAR permettront pour la première fois d'aborder aux fréquences inférieures à 100 MHz l'étude (morphologie, polarisation, statistique) des galaxies et galaxies à noyau actif et de leur environnement diffus, clé de leur évolution.

### Milieu interstellaire
En mode superstation LOFAR, les mesures par effet Faraday de la structure fine du champ magnétique interstellaire (qui peuvent être combinées aux mesures des effets de propagation sur les pulsars) donneront accès à l'étude de la turbulence du plasma interstellaire. 

## Caractéristiques de l'instrument
NenuFAR est défini comme un réseau de 1938 antennes constituées d'un radiateur basé sur celui développé aux Etats-Unis pour l'instrument Long Wavelength Array, et un préamplificateur de très haute performance, développé par le laboratoire Subatech à Nantes et la Station de Radioastronomie de Nançay, combinaison qui en fait la meilleure antenne basse fréquence existante.

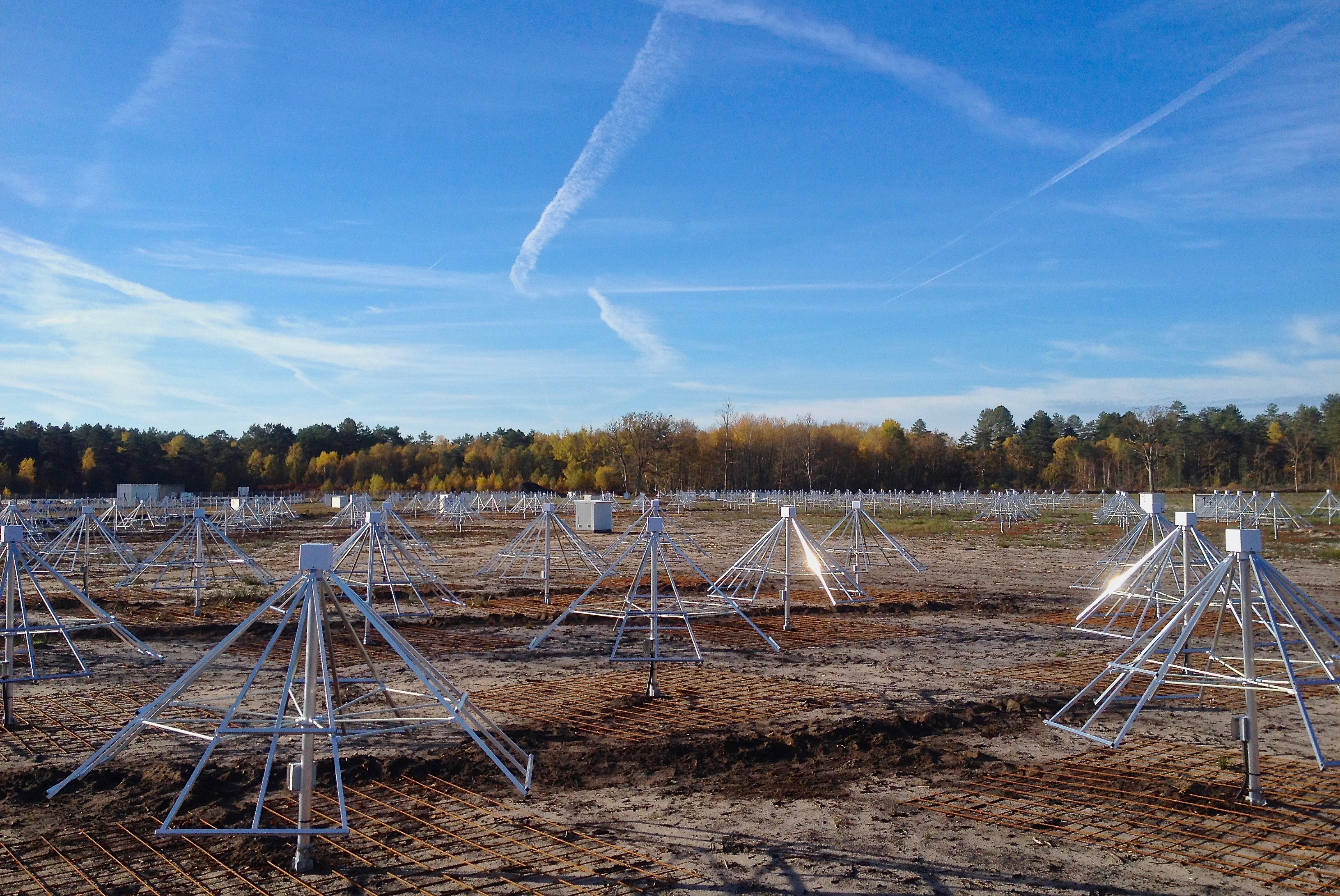
Vue des antennes de NenuFAR, arrangées en mini-réseaux de 19 antennes

Le cœur de NenuFAR est constitué de 96 mini-réseaux hexagonaux de 19 antennes, répartis dans une configuration dense dans un disque de 400 m de diamètre. Chaque mini-réseau est phasé de manière cohérente en analogique, et les signaux des 96 mini-réseaux sont ensuite numérisés et traités. NenuFAR sera ainsi deux fois plus sensible que LOFAR, et cinq fois plus sensible aux fréquences inférieures à 35 MHz.
Un système de réception dédié à base de FPGA (LANewBa), est construit et mis en œuvre avec l'entreprise francilienne de haute technologie ALSE.
Le mode imageur autonome est assuré par le cœur plus 6 mini-réseaux (114 antennes) disposés jusqu’à 3 km du cœur compact de NenuFAR, associés à un corrélateur logiciel haute performance.

## Partenaires
NenuFAR est en phase de recette, avec 60% des mini-réseaux du cœur opérationnels, testés et validés, et après avoir effectué ses premières observations de Jupiter, du Soleil, de pulsars, de notre Galaxie et de radio-sources, il est entré le 1er juillet 2019 dans sa phase "Early Science". Pendant cette phase, qui doit durer jusqu'à la fin 2021, les observations scientifiques sont faites à risques partagés, tandis que la construction et la recette de l'instrument continuent à se dérouler. Les programmes scientifiques qui vont être exécutés résultent d'un appel à propositions lancé début 2019: il s'agit d'une quinzaine de programmes-clef et  projets pilotes, proposés par plus de 140 scientifiques français et étrangers.
NenuFAR a été inauguré officiellement le 3 octobre 2019,.   
Le coût total de construction de NenuFAR, incluant les coûts de personnel, est de l'ordre de 12 M€. Les financements proviennent de l'Agence Nationale de la Recherche, de la région Centre-Val de Loire, du domaine d'intérêt majeur ACAV+ de la région Île-de-France, de l'Université d'Orléans et du CNRS.   
Les principaux laboratoires français impliqués dans la construction de NenuFAR sont le LESIA (Observatoire de Paris-PSL, CNRS, Sorbonne Université, Université Paris Diderot), la Station de Radioastronomie de Nançay (USN, Observatoire de Paris-PSL, CNRS, Université d'Orléans), et le laboratoire LPC2E (CNRS et Université d'Orléans).